# Szentkirályi-Szász Krisztina
Szentkirályi-Szász Krisztina (2002-ig Farkas Krisztina; Tapolca, 1969. március 21. – ) volt helyettes államtitkár, miniszteri biztos, executive coach.

## Tanulmányai
Középiskolai tanulmányait a nagykőrösi Arany János Gimnáziumban végezte; kitűnő eredménnyel érettségizett, magyar nyelv és irodalom, történelem, kémia és biológia tárgyakból külön dicsérettel. Tanulmányai során különösen a kémia tantárgy érdekelte; az Irinyi János Kémiaversenyen már I. osztályos korában 8. helyet szerzett. III. és IV. osztályban bejutott a kémia-OKTV országos döntőjébe; legjobb helyezése a 18. hely. III. és IV. évfolyamban két csapattársával bejutott a Komplex Természettudományi Csapatverseny országos döntőjébe. Kiváló tanulmányi eredménye elismeréseként Arany János-emlékplakettel tüntették ki.
Egyetemi tanulmányait 1987–1994 között az Eötvös Loránd Tudományegyetem Természettudományi Kara (ELTE TTK) biológia–kémia szakán végezte. Kutatásait virológia, valamint a kémiatanítás módszertana, fenntartható fejlődés területen folytatta.
1998-ban elvégezte a SKULL Kommunikációs Iskola kétéves Public Relations-szakértő képzését, 2000-ben az European Institute of Public Administration európai közigazgatási szakértői képzését, valamint a British Council és a University of Bath felsőoktatási finanszírozási szakértői képzését.
2000-ben közigazgatási alapvizsgát, 2012-ben közigazgatási szakvizsgát tett.
2014-ben kitűnően végezte el a prezi.com tanfolyamot.
2018-ban sikeres vizsgát tett a LEMMA Coaching képzésen; akkreditált nemzetközi coach rendszerszemléletű, megoldásorientált coaching területen.

## Pályafutása
1990-ben a rendszerváltás körüli időben részt vett a hallgatói önkormányzati (HÖK) mozgalom megalapításában. Az ELTE TTK HÖK tagja az 1990-es alapításkor, a Kari Tanács hallgatói képviselet vezetője. Hallgatótársaival létrehozza az első „szabad” egyetemi lapok egyikét, alapító főszerkesztője a TTK-s NYÚZ c. hetilapnak. 1993-ban az ELTE TTK HÖK elnöke, valamint az ELTE HÖK második elnöke. 1994–1995 között az Országos Felsőoktatási Érdekképviseleti Szövetség (OFÉSZ) felügyelőbizottságának elnöke. 1994-ben egy évet tanított kémiát a budapesti Berzsenyi Gimnáziumban, majd 1994–1996 között a Magyar Rektori Konferencia titkárságán dolgozott a Művészeti Egyetemek Rektori Széke (MERSZ) titkáraként, és kommunikációs vezetőként szerkesztette az MRK Hírlevelét.
1995–1996 között a TEMPUS CME 01219-95 Program a magyar felsőoktatási rendszer fejlesztéséért (Felsőoktatási konferenciák, Oktatási Minisztérium, Oktatáskutató Intézet, Kingston University, Scottish Higher Education Funding Council) projekt koordinátora.
A Felsőoktatási Pályázatok Irodája (FPI) 1996-os megalakulásától kezdve annak kommunikációs vezetője, 1998-ban megbízott igazgatója. Az FPI volt az első magyar, minisztériumoktól független pályázati koordináló szervezet, amely a felsőoktatási törvényben meghatározott Széchenyi Professzori Ösztöndíj, a Felsőoktatási Kutatás-fejlesztési Pályázat, a Felsőoktatási Tankönyv- és Szakkönyv-támogatási Pályázat és a Felsőoktatási Programfinanszírozási Pályázat előkészítését és lebonyolítását végezte.
Az első Orbán-kormány megalakulása után 1998–2000 között az Oktatási Minisztériumban a Felsőoktatásfejlesztési Főosztály vezetője; fő feladatai a felsőoktatási finanszírozási rendszer (új normatív finanszírozási kormányrendelet), felsőoktatási fejlesztési programok és pályázatok, felsőoktatási elemzések és stratégiai tervek készítése, felsőoktatási költségvetés készítése, felügyelete. 1999–2000-ben az Országos Nőképviseleti Tanácsban az OM képviselője. 2000-ben felelős a Nemzeti Kollégiumi Közalapítvány létrehozásáért, annak Kuratóriumi tagja 2000–2005 között.
2000–2002 között miniszteri megbízottként feladata az első Felnőttképzési törvény előkészítése, a Felsőoktatási Világbanki Program finanszírozási komponensének vezetése (új finanszírozási rendszer a felsőoktatásban, gazdálkodási, monitoring rendszer – közigazgatási stratégiai tervezés), a szakképzési hozzájárulásról szóló törvény újraalkotásának felügyelete, a Bursa Hungarica Önkormányzati Ösztöndíjrendszer kidolgozása és felügyelete, a Regionális Fejlesztési és Képzési Bizottságok létrehozása, a Fejlesztési és Képzési Alap felügyelete (szakmai, közigazgatási és jogalkotási feladatok, parlamenti képviselet). 2002-ben a Szakképzési Alap átalakításával létrehozott Fejlesztési és Képzési Alap titkára, titkárságának vezetője, továbbá az Országos Felnőttképzési Tanács tagja. Az első Orbán Kormány bukása után azonnal felmentik. 2002-2005 között az Esély a Tanulásra Közalapítvány alelnöke.
2003–2006 között a zenei világba kirándul: az Arsmédia Kft. ügyvezetője, amely alapította és kiadta a Hangszer és Zene c. képes magazint.
2007-ben megalapítja saját vállalkozását, az Arspoetica Consult Bt.-t, ahol európai uniós pályázatokat készítenek, elsősorban humán területen. Számos vidéki város városi fejlesztési stratégiáját, TISZK, Agóra, könyvtár és felsőoktatás fejlesztési projektjét készítették el.
2008-tól vásárolja meg a Monoszló határában lévő pincét és a hozzá tartozó földeket, amelyen létrehozza álmát, a 2015-ben megnyitott MagyarProvence levendulabirtokot.
2009-ben a Modern Üzleti Tudományok Főiskoláját fenntartó EDUTUS ZRt. vezérigazgatója, és elkészíti az intézmény egyetemmé válási stratégiáját. 2010 júniusától a második Orbán kormány megalakulásakor a Közigazgatási és Igazságügyi Minisztérium közigazgatási stratégiáért felelős helyettes államtitkárának nevezik ki, ahol fő feladatai:
- a központi közigazgatás fejlesztése és korszerűsítése,
- a kormányzati stratégiai tervezés és hatáselemzés,
- a közigazgatás minőségirányítása és szervezetfejlesztési stratégiájának és módszertanának kialakítása,
- a közigazgatási korrupciómegelőzési program elkészítése és lebonyolítása
- a kormányzati szakpolitikai koordináció (a kormányelőterjesztések szakpolitikai véleményezése és minőségbiztosítása, a szakpolitikai referensi rendszer irányítása, a Közigazgatási Államtitkári értekezleten ennek képviselet),
- a KIM nemzetközi kapcsolatainak és protokoll feladatainak irányítása, különösen a Kínai kapcsolatok területén,
- Magyarország EU-elnökségi feladatainak koordinációja.
- Két kiemelt kormányzati program központi, tárcaközi egyeztető bizottságának koordinációja: Széll Kálmán Terv, Egyszerűsítési Program (adminisztratív teher csökkentése)
- Nemzeti Kutatási Innovációs Tudománypolitikai Tanács titkársági feladatainak ellátása.

2011-ben, Magyarország EU-elnökségének idején ellátta az EUPAN (European Public Administration Network) elnöki tisztét .
2011–2012-ben a Magyar Szénhidrogén Készletező Szövetség kormány által delegált igazgatótanácsi tagja.
2012-ben a Nemzeti Közszolgálati és Tankönyvkiadó létrehozásával bízzák meg, amelynek feladata az állami felsőoktatási és közoktatási tankönyvkiadás megszervezése lett volna. Azonban 2014-ben a kormány az EMMI feladatkörében oldja meg ezt a feladatot, így a kiadó tevékenysége a Nemzeti Közszolgálati Egyetem és a közigazgatás tankönyv és szakkönyvkiadásában merül ki.
2015-től a felsőoktatási sport területén kezd dolgozni, a Magyar Egyetemi – Főiskolai Sportszövetség PR és marketing igazgatója, majd 2017-től ügyvezető igazgatója. Nevéhez fűződik a MozduljRá, Campus3 és Legizmosabb Egyetem kampányok elindítása, az IDUS (Egyetemi Sport Nemzetközi Napja) magyarországi rendezvényeinek elindítása 2016-tól, továbbá az esélyteremtéssel kapcsolatos nemzetközi kapcsolatok bővítése, az Európai (EUSA) és a Nemzetközi Egyetemi Sportszövetségben (FISU) való bizottsági tagságokon keresztül. 2018-tól kezdi meg executive coachként tevékenységét, felhasználva 25 éves vezetői tapasztalatát.

### Szakmai testületi tagságok, társadalmi megbízatások
- 2018– Coachok Szakmai Szövetsége
- 2015– FISU Gender Committee Working Group tag
- 2016– EUSA Equal Opportunities Commission tag[8]
- 2016– MEFS Esélyegyenlőségi és Fenntarthatósági Bizottság – alelnök
- 2012–2015  Pro Publico Bono Magyar Közigazgatás – szerkesztőbizottsági tag
- 2011 EUPAN (European Public Administration Network) elnök
- 2010–2012 Magyar Közigazgatás – szerkesztőbizottsági tag
- 2010–2012 Országos Statisztikai Tanács tagja
- 2009–2010 CESCI-tag
- 2006–2010 Európai Újságírók Szövetsége tagja
- 2004–2010 Hidvégi Mikó Imre Alapítvány, Kuratóriumi tag
- 2004–2009 Európai Uniós Szakértők Egyesülete, Tag, Felügyelő Bizottság Elnöke
- 2004–2009 Trefort Ágoston Felsőoktatási Kerekasztal, Szakértő
- 2002 Országos Felnőttképzési Tanács, Tag
- 1999–2000 Országos Nőképviseleti Tanács, Tag
- 1999–2000 Magyar PR Szövetség, Tag
- 1994–1995 Országos Felsőoktatási Érdekképviseleti Szövetség, Felügyelő Bizottság Elnöke

### Díjak, elismerések
- Arany János-emlékérem, 1987
- MÜTF Arany Kitűző, 2010
- Oklevél Magyarország EU-elnöksége idején végzett munkájáért, 2011
- Gedényi Mihály Elnöki Elismerő Oklevél, 2017[6]

## Családja
Gyermeke Drahos Botond Bendegúz (2003). Szülei: Farkas Péter és Tompa Lenke Mária. Testvére: Farkas Corinna.

## Főbb publikációk
- Felvételi 2017, Libri Kiadó – főszerkesztő, szerző[9]
- Mobilitás és innováció – a magyar felsőoktatás mint országmárka, Balassi Intézet, 2014 – főszerkesztő
- AVIR Kézikönyv, EDUCATIO Kht. 2009 – főszerkesztő
- AVIR Kézikönyv, EDUCATIO Kht. 2009 – szerző: Stratégia tervezés a felsőoktatásban
- Integráció a felsőoktatásban, tanulmánykötet, 1999, MKM – szerkesztő